# Ismael Bordabehere
Ismael Casiano Bordabehere (Paysandú, 19 de marzo de 1894; Rosario, 16 de diciembre de 1977) fue un dirigente estudiantil, ingeniero geógrafo, ingeniero civil y abogado uruguayo, residente en Argentina desde niño. Se destacó como dirigente de la Reforma Universitaria de 1918, iniciada en Córdoba y fue uno de los miembros del triunvirato que condujo la Federación Universitaria de Córdoba (FUC) durante su primer año de existencia. Durante la rebelión reformista, siendo aún estudiante, fue designado por la FUC para hacerse cargo de la Facultad de Ingeniería. Fue elegido por la comunidad universitaria como decano de la Facultad de Ciencias Matemáticas y vicerrector de la Universidad Nacional del Litoral. Guardó durante 50 años la llave del rectorado de la Universidad de Córdoba, uno de los símbolos de la Reforma Universitaria, hasta que la entregó a los estudiantes rosarinos en 1968.
Su hermano, Enzo Bordabehere, fue un destacado dirigente político que fue senador nacional y resultó asesinado en el recinto de la Cámara de Senadores en 1935.

## Biografía
Ismael Bardabehere nació en Paysandú, Uruguay, el 19 de marzo de 1894. Sus padres se radicaron en Rosario. Al finalizar sus estudios secundarios se mudó a Córdoba para estudiar ingeniería y abogacía en la Universidad Nacional de Córdoba (UNC). Entre 1913 y 1915 fue presidente del Club Atlético Universitario, fundado seis años antes, cuyo equipo de fútbol conquistó la liga amateur durante su gestión.
El 10 de marzo de 1918 se realizó una marcha de protesta estudiantil que habrá de eclosionar en la insurrección del 15 de junio, fechando la Reforma Universitaria de 1918. La marcha cerró en la plaza Vélez Sársfield, con un discurso de Bordabehere diciendo que “una enorme resignación al sacrificio o una ingenua esperanza han podido únicamente aplazar hasta hoy la realización de un acto como éste”. El 13 de marzo es uno de los catorce estudiantes que fundan el Comité Pro Reforma y declaran la huelga general estudiantil a partir del 1 de abril
Pocos días después, el 16 de mayo el Comité Pro Reforma se transformó en la Federación Universitaria de Córdoba (FUC), conducida por un triunvirato integrado por Bordabehere junto a Enrique Barros y Horacio Valdés. Desempeñará ese cargo durante un año organizando la célebre rebelión estudiantil de 1918.
El 15 de junio participa de la irrupción estudiantil en la Universidad para impedir la elección de Antonio Nores como rector. El 17 de junio protagoniza junto a Enrique Barros, la célebre reunión con Nores, en representación del movimiento estudiantil, en la que le exigen la renuncia. Nores amenaza a los estudiantes con una masacre y los manda detener:

— Bordabehere y Barros: En nombre de la Federación venimos a poner en su conocimiento la gravedad del momento. La juventud está en las puertas de la universidad dispuesta a apoderarse de ella. Y ya lo ha visto: ha sonado el toque de atención de la policía y nadie se ha movido. Están dispuestos a hacerse matar. Venimos a pedirle la renuncia.
— Nores: ¡Es un atrevimiento!
— Bordabehere y Barros: Es un exceso de sinceridad, doctor. No somos nosotros, es la juventud, el pueblo de Córdoba.
— Nores:  Estoy dispuesto a jugar mi vida y si debe quedar el tendal de cadáveres de los estudiantes, que quede, pero yo no renuncio.
— Bordabehere y Barros: ¡Viene la masacre, doctor!
— Nores: La fuerza nacional y la fuerza policial están dentro de la Universidad, y si debe masacrarse, que sea. Pueden quedar dentro de la Universidad para calmar los ánimos y tratar de que esto se arregle mansamente.
— Bordabehere y Barros: Nunca, doctor. Nos debemos a los que esperan afuera nuestra respuesta. Perder minutos es perder la vida de nuestros compañeros. La responsabilidad pesa sobre usted.

Nores llamó entonces a la policía, ordenándole que detenga a los Bordabehere y Barros, pero estos escaparon por la ventana, donde fueron protegidos por la multitud estudiantil.
En julio de 1918, Bordabehere participa del Primer Congreso Nacional de Estudiantes. El 9 de septiembre de 1918, durante la rebelión reformista y siendo aún estudiante, fue designado por la FUC para hacerse cargo de la Facultad de Ingeniería, cargo que desempeña durante tres días hasta que el Ejército desalojó a los ocupantes, siendo Bordabehere uno de los detenidos y acusados de sedición ante los tribunales militares. Guardaría en su poder la llave del rectorado, uno de los símbolos de la Reforma.
En 1920 representó a la Federación Universitaria de Córdoba en el Segundo Congreso Nacional de Estudiantes Universitarios, que se realizó en la ciudad de Santa Fe.
Se recibió de ingeniero geógrafo, ingeniero civil y abogado y volvió a Rosario, donde ejerció la docencia en la Universidad Nacional del Litoral, donde fue elegido por la comunidad universitaria como decano de la Facultad de Ciencias Matemáticas y vicerrector de la Universidad Nacional del Litoral.
En Santa Fe adhirió, al igual que su hermano, al Partido Demócrata Progresista, siendo seguidor de Lisandro de la Torre. En 1935, Su hermano Enzo fue asesinado siendo senador, en pleno recinto del Senado, por un sicario del gobierno, en uno de los hechos más trágicos de la llamada Década Infame. 
Al cumplirse 50 años de la Reforma Universitaria le entregó a los estudiantes rosarinos la llave del rectorado la Universidad de Córdoba, que permanecería en poder de la familia Arteaga hasta 2008, cuando fue donada a la Universidad Nacional de Córdoba, quedando desde entonces expuesta en el Museo Casa de la Reforma, en el barrio Alberti.
Falleció en Rosario el 16 de diciembre de 1977.

## Relaciones familiares
Su hermano, Enzo Bordabehere, fue senador nacional por el Partido Demócrata Progresista y resultó asesinado en 1935 en pleno recinto del Senado por un sicario del partido gobernante, en uno de los hechos más escandalosos de la historia argentina.